# 列夫涅 (鮑里斯皮爾區)
50°17′11″N 30°50′6″E / 50.28639°N 30.83500°E
雷夫內（烏克蘭語：Ревне）是位於烏克蘭北部的村莊，由基辅州鲍里斯皮尔区的霍拉市鎮負責管轄。該村始建於1729年，面積2.3平方公里，海拔高度117米，2001年人口1,590，人口密度每平方公里692.2人。